# روبیدو (کالیفرنیا)
روبیدو (به انگلیسی: Rubidoux) یک منطقهٔ مسکونی در ایالات متحده آمریکا است که در شهرستان ریورساید، کالیفرنیا واقع شده‌است. روبیدو ۲۵٫۷۵۷ کیلومتر مربع مساحت و ۳۴٬۲۸۰ نفر جمعیت دارد و ۲۳۶ متر بالاتر از سطح دریا واقع شده‌است.